# San Francisco (Córdoba)
San Francisco è una città dell'Argentina, situata nella provincia di Córdoba, a 205 km a est della città di Córdoba e ai confini con la provincia di Santa Fe. 

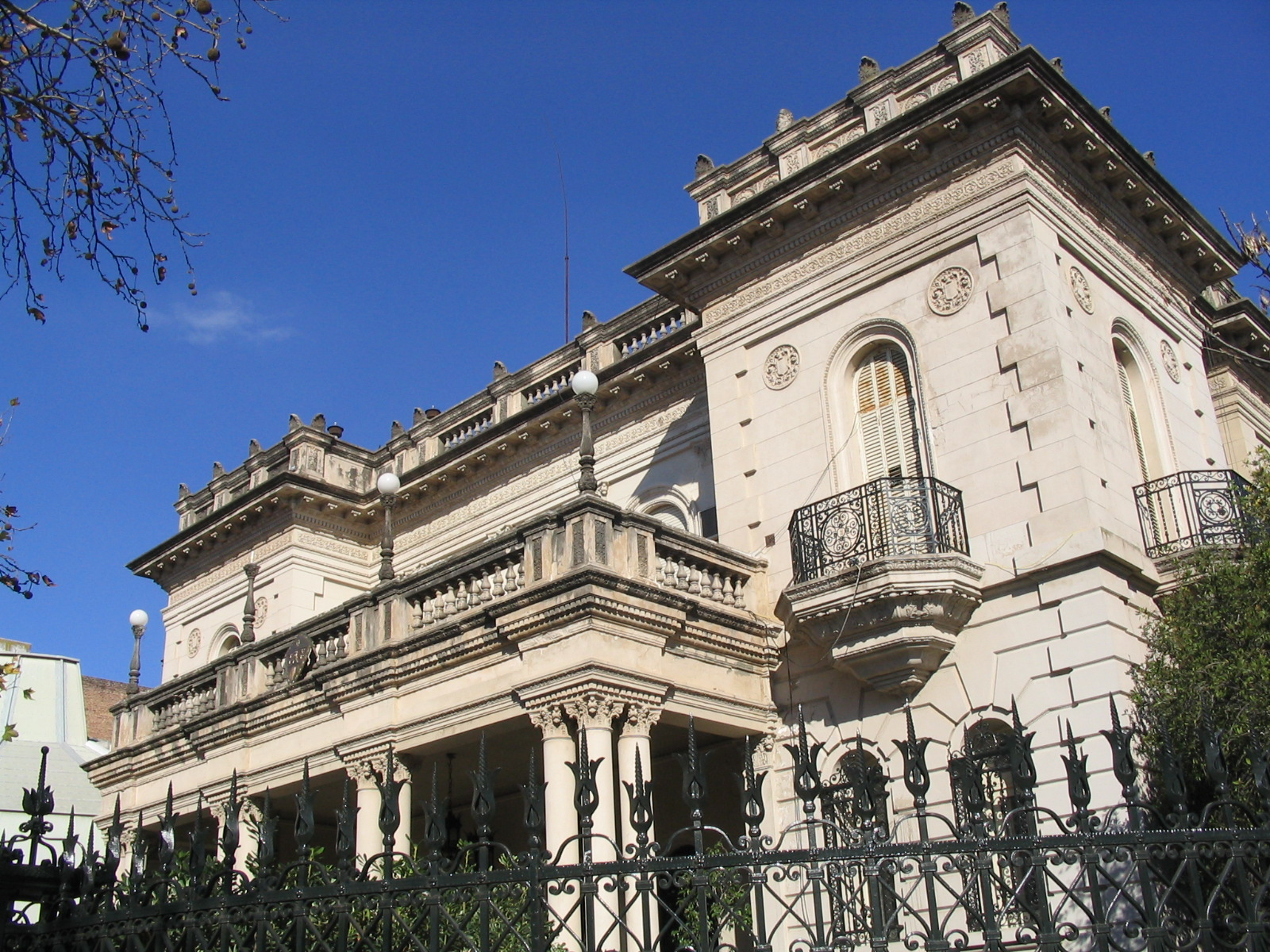
Il municipio cittadino.

La città ospita una radicata comunità piemontese che coltiva tuttora fortissimi legami con la patria cita. 

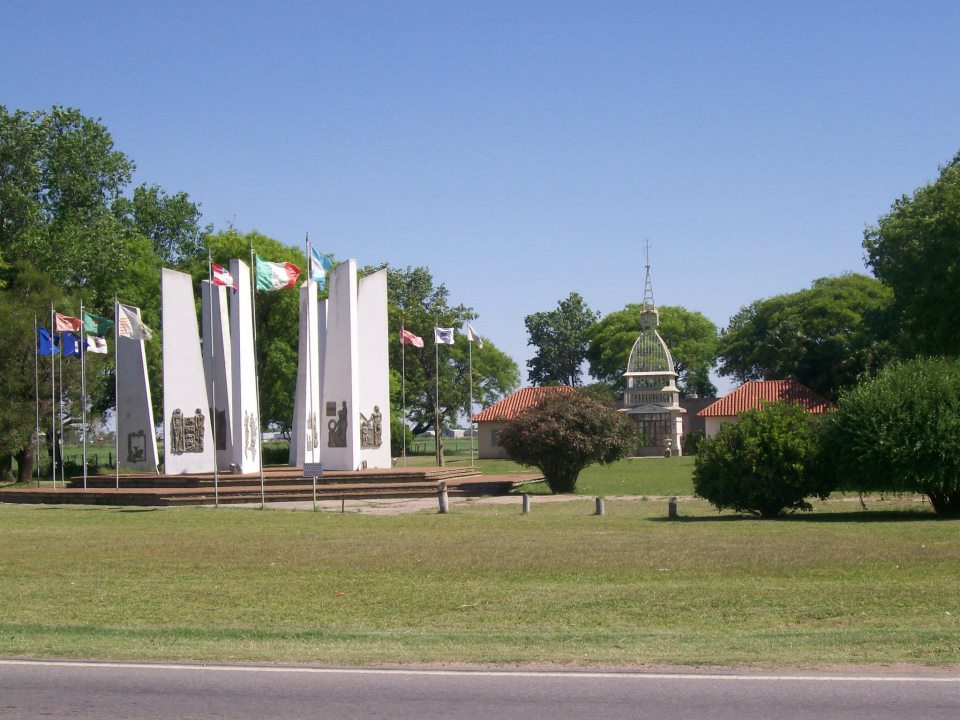
Il monumento nazionale al migrante piemontese e, sullo sfondo, una riproduzione stilizzata della Mole Antonelliana in scala 1:10.

## Amministrazione

### Gemellaggi
- Pinerolo, dal 1996